# Duché de Brescia
568/569–774
Entités précédentes :
- Royaume ostrogoth
- Empire byzantin

Entités suivantes :
- Empire carolingien

Le Duché de Brescia fut un des duchés créés par les Lombards en Italie. Sa capitale était Brixia (actuel Brescia) et elle fut l'apanage de plusieurs rois des Lombards. Il durera de 568/569 à 774.

## Histoire du duché

### VIesiècle
Brixia (actuel Brescia) fut envahi par les Lombards entre 568 et 569, il fut donné en apanage à Alachis I le Sage qui en devint duc. Celui-ci meurt en 573. Peu d'information sont données sur lui mais on sait qu'il était appelé "Vir prudens", en latin, soit "Le Sage", en ceci qu'il s'était imposé pour le bien-être et la paix de Brescia.

### VIIesiècle
Lors de la mort du roi des Lombards Arioald en 636, une assemblée de ducs lombards élit comme son successeur au titre de Roi des Lombards Rothari, qui avait été précédemment duc de Brescia. Celui-ci épousa Gondeberge et eut Rodoald qui lors de la mort de son père en 652 devint duc de Brescia et roi des Lombards. En 680, Alachis II, duc de Trente, s'empare du duché de Brescia, puis, en 688, il prend de force le trône lombard et devient ainsi un des seuls rois usurpateurs des Lombards, titre qu'il gardera jusqu'à sa mort en 690.

### VIIIesiècle
Vers 710 naît à Brescia, Didier de Lombardie, futur roi des Lombards de 756 à 774, il épouse Ansa (fille d'un noble de Brescia, Verissimo) de qui il aura Gerberge, femme de Carloman Ier, roi des Francs. Il fonde de nombreux monastères à proximité de Brescia.

Avec l'arrivée des Francs en 774, le duché est annexé dans l'Empire carolingien de Charlemagne.